# Corral (kommun)
Corral är en kommun i Chile.   Den ligger i provinsen Provincia de Valdivia och regionen Región de Los Ríos, i den södra delen av landet, 800 km söder om huvudstaden Santiago de Chile.
I omgivningarna runt Corral växer i huvudsak blandskog. Runt Corral är det mycket glesbefolkat, med 6 invånare per kvadratkilometer.